# Marina Sháinova
Marina Vladímirovna Sháinova –en ruso, Марина Владимировна Шаинова– (Konokovo, URSS, 14 de marzo de 1986) es una deportista rusa que compitió en halterofilia.
Participó en los Juegos Olímpicos de Pekín 2008, obteniendo una medalla de plata en la categoría de 58 kg; medalla que perdió posteriormente por dopaje.
Ganó dos medallas en el Campeonato Mundial de Halterofilia, plata en 2007 y bronce en 2005, y cuatro medallas de oro en el Campeonato Europeo de Halterofilia entre los años 2005 y 2011.

## Palmarés internacional
| Juegos Olímpicos   | Juegos Olímpicos       | Juegos Olímpicos  | Juegos Olímpicos |
| Año                | Lugar                  | Medalla           | Categoría        |
| ------------------ | ---------------------- | ----------------- | ---------------- |
| 2008               | Pekín (China)          | DSC               | 58 kg            |
| Campeonato Mundial |                        |                   |                  |
| Año                | Lugar                  | Medalla           | Categoría        |
| 2005               | Doha (Catar)           | Medalla de bronce | 58 kg            |
| 2007               | Chiang Mai (Tailandia) | Medalla de plata  | 58 kg            |
| Campeonato Europeo |                        |                   |                  |
| Año                | Lugar                  | Medalla           | Categoría        |
| 2005               | Sofía (Bulgaria)       | Medalla de oro    | 58 kg            |
| 2006               | Władysławowo (Polonia) | Medalla de oro    | 58 kg            |
| 2007               | Estrasburgo (Francia)  | Medalla de oro    | 58 kg            |
| 2011               | Kazán (Rusia)          | Medalla de oro    | 63 kg            |